# 特奥多尔·威施
特奥多尔·彼得·約翰·威施（德語：Theodor Peter Johann Wisch，1907年12月13日—1995年1月11日）是二戰期間納粹德國武裝黨衛隊的高級軍官。他是黨衛軍警衛旗隊（LSSAH）的指揮官，並榮獲橡葉劍騎士鐵十字勳章。1943年4月，他被任命為親衛隊第1師師長。1944年8月20日，他在西線戰鬥中在法萊茲口袋的海軍炮火中受重傷，並由黨衛軍旅隊領袖威廉·蒙克接任師長。